# Saint-Denis-le-Gast
Saint-Denis-le-Gast é uma comuna francesa na região administrativa da Normandia, no departamento da Mancha. Estende-se por uma área de 16,73 km². Em 2010 a comuna tinha 536 habitantes (densidade: 32 hab./km²).